# Geometria molecular octaédrica

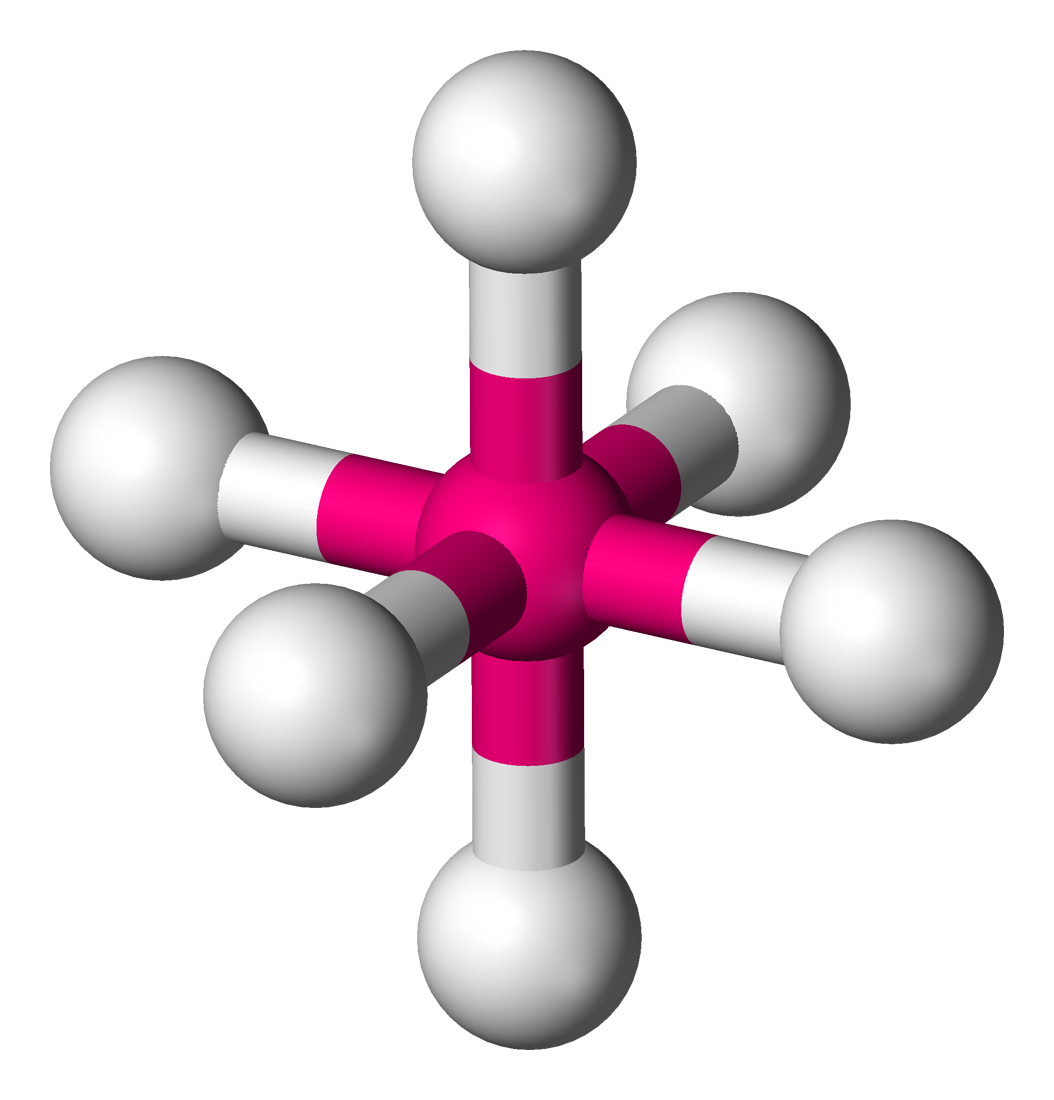
Estrutura idealizada de um composto com geometria de coordenação octaédrica.

Em química, a geometria molecular octaédrica descreve a forma de compostos nos quais seis átomos ou ligantes estão simetricamente arranjados ao redor de um átomo central, definindo os vértices de um octaedro. A forma geométrica molecular octaédrica é apolar em todos os compostos do tipo AB6, visto que os momentos de dipolo dos ligantes se anulam.
Uma das moléculas mais conhecidas com essa geometria é a do gás hexafluoreto de enxofre, SF6, que tem como característica notável o fato de ter uma densidade cerca de 5 vezes maior que a do ar.

## Reações
A maioria das reações com complexos octaédricos de compostos de transição ocorre na água. Quando um ligante aniônico substitui uma molécula coordenada de água, a reação é denominada anionação. Já a reação reversa, na qual uma molécula de água substitui um ligante aniônico, tem o nome 'aquificação'. Por exemplo, o complexo [CoCl(NH3)5]2+ é lentamente aquificado para formar [Co(NH3)5(H2O)]3+ em meio aquoso, especialmente na presença de um ácido ou de uma base. A adição de ácido clorídrico concentrado converte o complexo aquoso de volta para os arredores do íon cloreto, por um processo de 'anionação'.

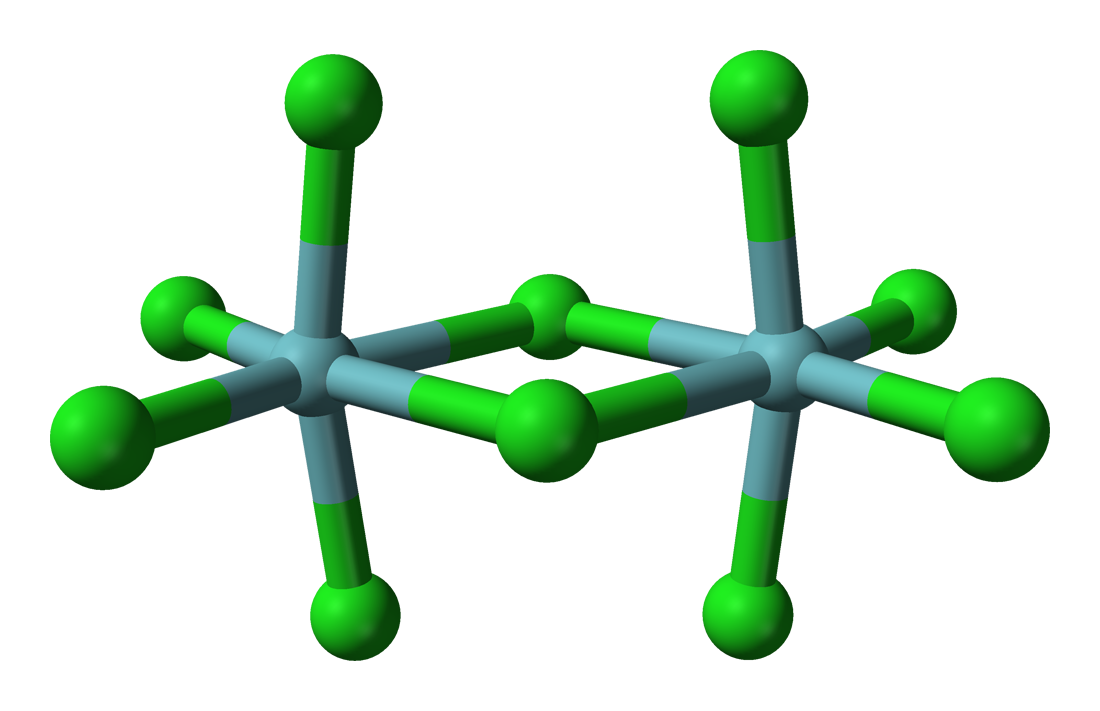
Modelo tridimensional do pentacloreto de nióbio, um composto de coordenação bi-octaédrico.